# کامپوس نووس
کامپوس نووس (به پرتغالی: Campos Novos) یک شهرداری در برزیل است که در سانتا کاتارینا واقع شده‌است. کامپوس نووس ۱٬۶۵۹٫۶۲۵ کیلومتر مربع مساحت و ۳۶٬۵۵۶ نفر جمعیت دارد و ۹۴۶٫۷ متر بالاتر از سطح دریا واقع شده‌است.